# Kids’ Choice Awards (1990)
3-я ежегодная премия Nickelodeon Kids’ Choice Awards 1990 проводилась 23 апреля 1990.

## Номинанты и исполнители для KCA 1990

### Ведущие
- Дэвид Фаустино
- Дэйв Кульер
- Кендес Камерон Буре

### Исполнители
- MC Hammer (Стэнли Кёрк Бёрел) — «U Can’t Touch This»

## Номинации

### Телевидение
| - Шоу Косби (Победитель) - Кирк Камерон (Победитель) | - Алисса Милано (Победитель) - Черепашки мутанты ниндзя (Победитель) |

### Фильм
| - Уж кто бы говорил (Победитель) - Майкл Джей Фокс из Назад в будущее 2 (Победитель) | - Лиа Томпсон из Назад в будущее 2 (Победитель) |